# Mistrovství světa ve vodním slalomu
Mistrovství světa ve vodním slalomu je mezinárodní soutěž v kanoistice pořádaná od roku 1949 Mezinárodní kanoistickou federací. V letech 1949–1999 se šampionát konal v lichých letech, od roku 2002 je pořádán každoročně s výjimkou let, kdy se konají letní olympijské hry.

## Disciplíny
Muži závodili na singlkánoi (C1), deblkánoi (C2) a singlkajaku (K1), na všech typech lodí individuálně i v závodech družstev, tzv. hlídkách. Ženy závodí na singlkajaku a od roku 2010 i na singlkánoi, rovněž individuálně a v hlídkách. Deblkánoe byly zrušeny v roce 2017, kdy se na nich závodilo naposledy.
Mezi lety 1955 a 1981 byla v programu zařazena také disciplína smíšená deblkánoe, kdy byla posádka lodi tvořená jednou ženou a jedním mužem. Smíšený debl se na program MS nakrátko vrátil v letech 2017–2019.
Od roku 2017 se na mistrovství závodí v nové, divácky přitažlivé disciplíně – kajak krosu, dříve nazývané extrémní slalom nebo extrémní kajak. 

## Pořadatelé
| Rok     | Místo               | Země               |
| ------- | ------------------- | ------------------ |
| MS 1949 | Ženeva              | Švýcarsko          |
| MS 1951 | Steyr               | Rakousko           |
| MS 1953 | Merano              | Itálie             |
| MS 1955 | Tacen               | Jugoslávie         |
| MS 1957 | Augsburg            | Německo            |
| MS 1959 | Ženeva              | Švýcarsko          |
| MS 1961 | Hainsberg           | Východní Německo   |
| MS 1963 | Spittal an der Drau | Rakousko           |
| MS 1965 | Spittal an der Drau | Rakousko           |
| MS 1967 | Lipno nad Vltavou   | Československo     |
| MS 1969 | Bourg-Saint-Maurice | Francie            |
| MS 1971 | Merano              | Itálie             |
| MS 1973 | Muotathal           | Švýcarsko          |
| MS 1975 | Skopje              | Jugoslávie         |
| MS 1977 | Spittal an der Drau | Rakousko           |
| MS 1979 | Jonquière           | Kanada             |
| MS 1981 | Bala                | Spojené království |
| MS 1983 | Merano              | Itálie             |
| MS 1985 | Augsburg            | Německo            |
| MS 1987 | Bourg-Saint-Maurice | Francie            |
| MS 1989 | řeka Savage         | USA                |
| MS 1991 | Tacen               | Jugoslávie         |
| MS 1993 | Mezzana             | Itálie             |
| MS 1995 | Nottingham          | Spojené království |
| MS 1997 | Três Coroas         | Brazílie           |
| MS 1999 | La Seu d'Urgell     | Španělsko          |
| MS 2002 | Bourg-Saint-Maurice | Francie            |
| MS 2003 | Augsburg            | Německo            |
| MS 2005 | Penrith             | Austrálie          |
| MS 2006 | Praha               | Česko              |
| MS 2007 | Foz do Iguaçu       | Brazílie           |
| MS 2009 | La Seu d'Urgell     | Španělsko          |
| MS 2010 | Tacen               | Slovinsko          |
| MS 2011 | Bratislava          | Slovensko          |
| MS 2013 | Praha               | Česko              |
| MS 2014 | Deep Creek Lake     | USA                |
| MS 2015 | Londýn              | Spojené království |
| MS 2017 | Pau                 | Francie            |
| MS 2018 | Rio de Janeiro      | Brazílie           |
| MS 2019 | La Seu d'Urgell     | Španělsko          |
| MS 2021 | Bratislava          | Slovensko          |
| MS 2022 | Augsburg            | Německo            |
| MS 2023 | Londýn              | Spojené království |
| MS 2025 | Sydney              | Austrálie          |

## Medailové pořadí zemí
| Pořadí | Země               | Zlato | Stříbro | Bronz | Celkem |
| ------ | ------------------ | ----- | ------- | ----- | ------ |
| 1.     | Francie            | 53    | 52      | 35    | 140    |
| 2.     | Východní Německo   | 49    | 42      | 30    | 121    |
| 3.     | Československo     | 33    | 45      | 41    | 119    |
| 4.     | Západní Německo    | 25    | 26      | 26    | 77     |
| 5.     | USA                | 25    | 23      | 19    | 67     |
| 6.     | Česko              | 24    | 18      | 15    | 57     |
| 7.     | Německo            | 22    | 27      | 23    | 72     |
| 8.     | Spojené království | 22    | 15      | 31    | 68     |
| 9.     | Slovensko          | 22    | 15      | 16    | 53     |
| 10.    | Rakousko           | 15    | 11      | 12    | 38     |
| 11.    | Švýcarsko          | 7     | 9       | 18    | 34     |
| 12.    | Austrálie          | 7     | 2       | 3     | 12     |
| 13.    | Polsko             | 4     | 11      | 11    | 26     |
| 14.    | Slovinsko          | 4     | 5       | 10    | 19     |
| 15.    | Itálie             | 3     | 4       | 5     | 12     |
| 16.    | Jugoslávie         | 2     | 5       | 7     | 14     |
| 17.    | Kanada             | 1     | 1       | 0     | 2      |
| 18.    | Španělsko          | 0     | 1       | 6     | 7      |
| 19.    | Nizozemsko         | 0     | 1       | 1     | 2      |
| 20.    | Čína               | 0     | 1       | 0     | 1      |
| 20.    | Chorvatsko         | 0     | 1       | 0     | 1      |
| Celkem | Celkem             | 318   | 315     | 309   | 942    |

Poznámka: stav k roku 2018

## Seznamy medailistů
- Česko na mistrovství světa ve vodním slalomu
- Československo na mistrovství světa ve vodním slalomu
- Seznam medailistů na mistrovství světa ve vodním slalomu – kánoe muži
- Seznam medailistů na mistrovství světa ve vodním slalomu – kajak muži
- Seznam medailistů na mistrovství světa ve vodním slalomu – kánoe ženy
- Seznam medailistů na mistrovství světa ve vodním slalomu – kajak ženy
- Seznam medailistů na mistrovství světa ve vodním slalomu – kánoe smíšené dvojice